# 長老派教会

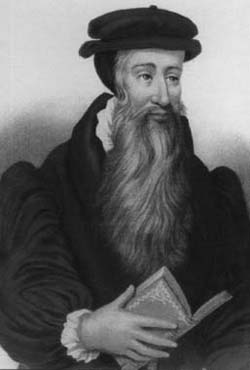
ジョン・ノックス（1510年 - 1572年）原画はthe possession of Lord Torpichen at Mid　Calder House

長老派教会（ちょうろうはきょうかい、英語: Presbyterianism, Presbyterian Church）は、キリスト教のプロテスタント、カルヴァン派の教派。長老教会、長老派、プレスビテリアンとも訳される。

## 概要
歴史の長いプロテスタントの一派である。16世紀のスイスの宗教改革において、チューリヒのツヴィングリ派はブリンガーに引き継がれ、ジュネーヴのカルヴァン派との、チューリッヒ協定による改革派教会の合同が成立した際、教会制度はカルヴァンの長老制が採用された。カルヴァンは聖書の権威にしたがって、教会を治める「監督、長老、牧師」を区別しなかったと述べた。改革派の中心地は1520年から1560年にかけてチューリッヒからジュネーヴに移っていったと言われる 。聖書によって改革され続けるという改革派の信仰は、ドイツ、フランス、オランダなどで広まったが、ジョン・ノックスによってスコットランドに伝えられ、この地で発展し、教会制度によって「長老派」（プレスビテリアンPresbyterian）を名乗るようになる。ノックスは『戒律の書（訓練、規律書）』で、長老制がジュネーヴからではなく、聖書から直接来たものであると明言している。
1567年にスコットランドの国教となり、その後にフリー・チャーチが分離した。大陸の改革派とイギリスの長老派はそれぞれ信仰告白を整備し、準拠する信仰告白によって呼び分けられるようになる。ピューリタン（清教徒）のうちトマス・カートライトはイングランド国教会の監督制を否定し、長老制を主張した。長老派のウェストミンスター信仰告白は1647年にスコットランド議会で採択され、1648年、イングランド議会でも採択された。ニュージーランドにおいては主流的存在である。
ウェストミンスター基準に準拠せず、大会、中会、小会を持たなくても、「長老派」「長老教会」を標榜する例は、日本、中華民国、韓国などに散見される。現時点での日本において、スコットランドで見られる規模の長老会を持つ教会は存在しない。

## 歴史

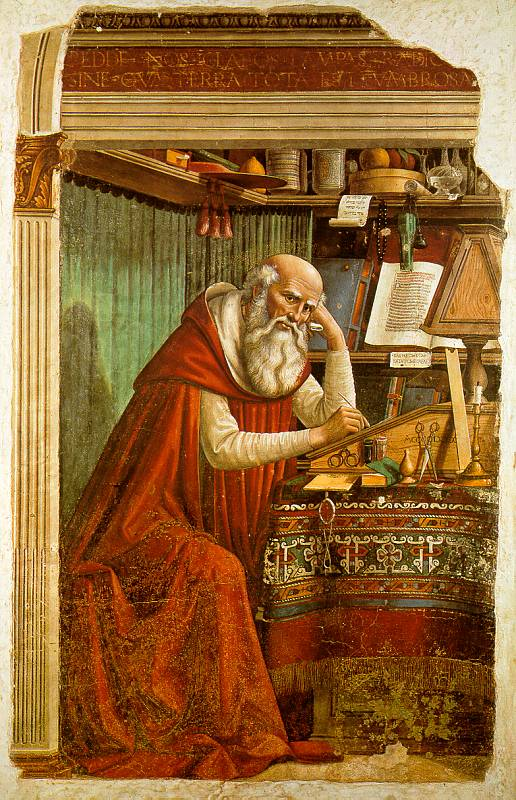
ヒエロニムス（347年 - 420年）

長老派は、聖書の「使徒行伝」（使徒の働き）14章23節、20章17節、「テトスへの手紙」1章5節に由来する。新約聖書が書かれたギリシア語の πρεσβύτερος（presbyteros プレスビュテロス）は、長老という意味である。
教父たちの間では、長老職（カトリック教会でいう司祭）と司教（主教）職は同一視されており、時代が下るまで区別されなかった。長老たちが複数いるということは、教会政治の基準であるからである。
教父ヒエロニムス（347年 - 420年）は、「テトスへの手紙」4章で、以下のように述べている。「長老というのは、主教と同一である。悪魔の影響によって党派が増える以前、教会は長老会によって、治められていた。」
教父ヨハネス・クリュソストモス（349年 - 407年）の "Homilia i, in Phil. i, 1"、キュロスのテオドレトス（393年 - 457年）の "Interpret ad. Phil. iii" も同じ意見を持っていた。

## 系統概略図

プロテスタント諸教派（聖公会、アナバプテストを含む）の系統概略

## 各地で発展していった長老教会

### スコットランドの長老教会

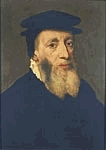
ジョン・ノックス
セント・アンドルーズ大学を卒業し、大陸に渡ってカルヴァンに学んだ

ジョン・ノックス（1505年 - 1572年）はジュネーヴでカルヴァンに学んだ。1560年に彼の作成した長老派のスコットランド信条はスコットランド議会に採択された。スコットランド信条は当時としては特筆すべきことに、キリストが唯一の頭であると告白している 。ノックスはスコットランド教会の確立のために戦い、ローマ・カトリックの女王メアリーと対決した。
スコットランド宗教改革の先駆者はノックスに影響を与えた。信仰義認を教え、ローマ教皇を反キリストと見なしたために、1528年に殉教したパトリック・ハミルトン、1546年に殉教したジョージ・ウィシャートらである。ウィシャートは、ノックスを回心に導いた直後に火あぶりにされた。1557年には、ローマ・カトリックをサタンの教会、その実践を偶像崇拝と呼んで、反対するスコットランドの貴族はエディンバラに集い、神の言葉を確立するための契約を結んだ。この頃スコットランドではすでにプロテスタント信仰が根付いていたのである。
フランスでカトリックの教育を受けたスコットランド女王メアリーは、1561年にスコットランドへ帰国した。メアリーはスコットランド信仰告白を認めなかった。国王の権威とローマ教皇制を回復する狙いを持っていたのである。メアリーは1566年、その目的を達成しようとする直前に、個人的なスキャンダルで自滅した。こうして1567年、スコットランド議会で1560年の「スコットランド信仰告白」と「戒規の書（規律書）」が批准された。しかし、1570年に摂政のマリ伯爵ジェームズ・ステュアートが暗殺された事件は、スコットランド宗教改革の進展を遅らせることになった。

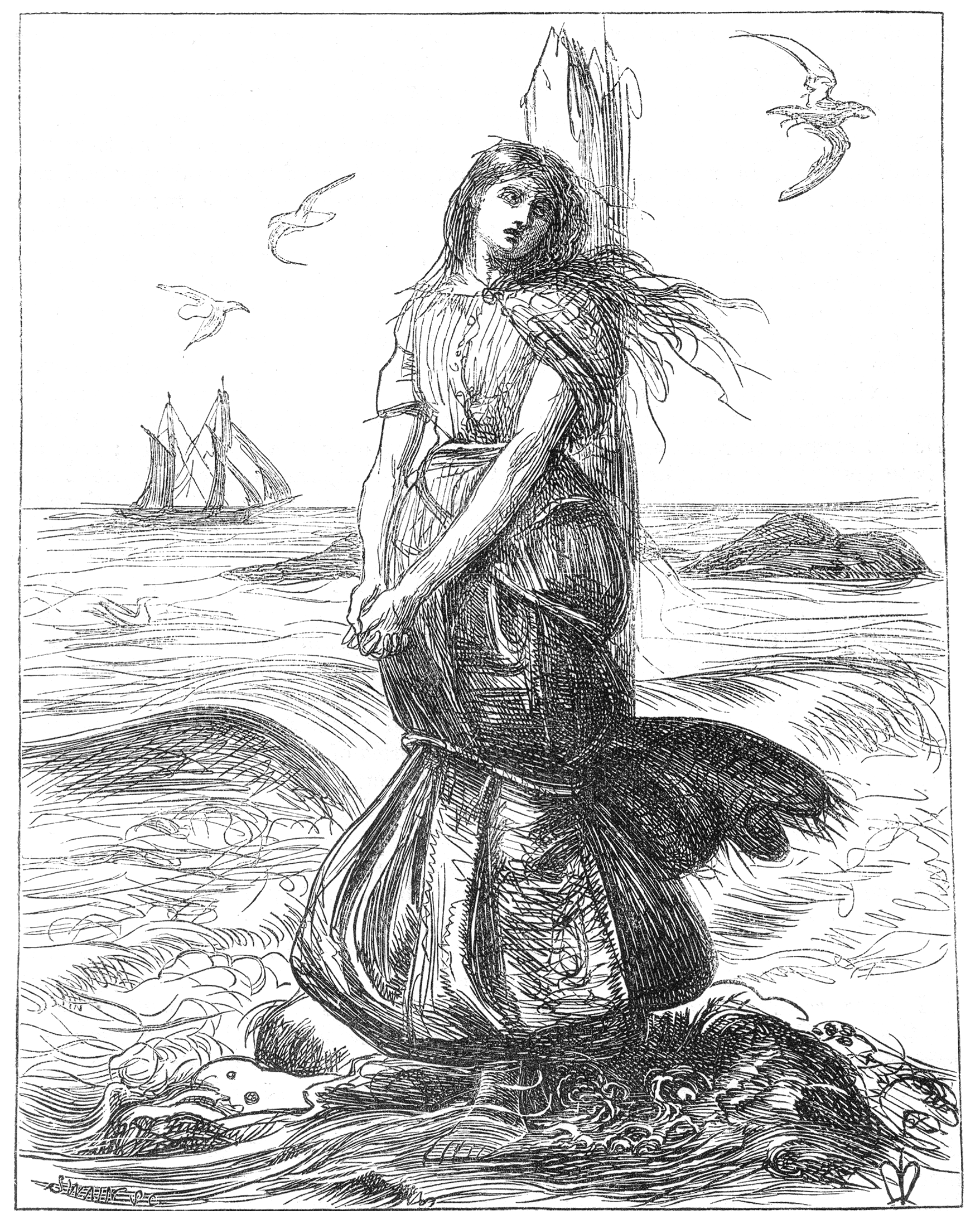
殉教したカヴェナンターの少女

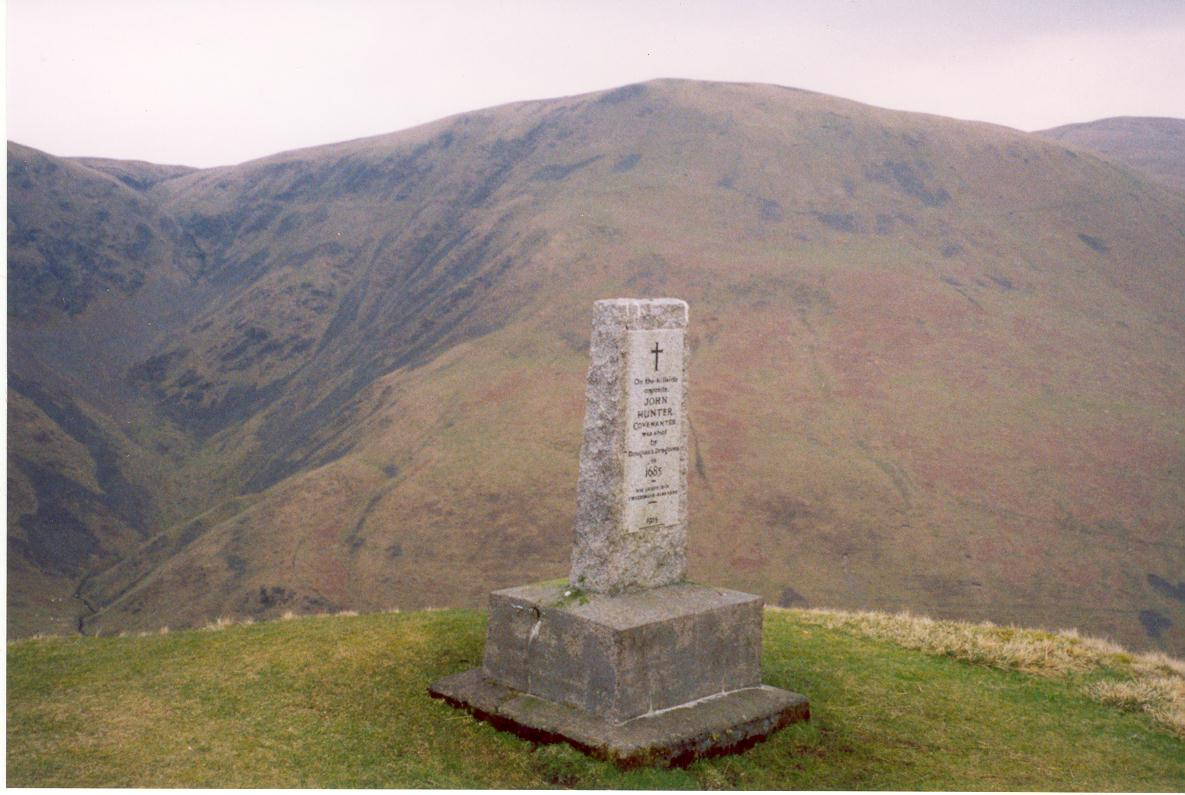
カヴェナンター殉教の碑

スコットランドはその後もカトリック的な司教制と長老制が混在していた。1572年、幼王ジェームズ6世が成人するまで、司教と大司教の存続を認めると決議されたことに、ノックスは反対した。1574年に大陸から帰国したアンドリュー・メルヴィルは、ノックスの死後、指導者となる。1581年の国王の至上権を確立しようとする試みに、メルヴィルは立ち向かった。しかし、1584年の暗黒法で国王至上権と司教制が謳われ、長老教会は倒された。1592年の黄金法はこの暗黒法を廃棄した。
1637年に、チャールズ1世は、カトリック的かつアルミニウス主義的な「ロードの祈祷書」をスコットランドに押し付けた。憤慨したスコットランド人は立ち上がり、長老教会を守るための国民盟約に署名した。対して1639年、国王は武力制圧を試み、主教戦争が起こる。戦争はスコットランドの勝利に終わり、イングランドで1642年から清教徒革命（イングランド内戦）が勃発すると、スコットランドとイングランドは厳粛な同盟と契約を結び、国王軍と戦った。1638年グラスゴー大会の国民盟約（ナショナル・カベナント）と5年後の厳粛な同盟と契約により、彼らはカヴェナンター（契約派）と呼ばれた。
1661年、ステュアート朝の王政復古後、26年間に及ぶカヴェナンター迫害の時代が始まる。1662年、チャールズ2世により司教制が復活させられ、牧師は追放された。カベナンターは野外で秘密裏に礼拝を守るようになる。政府はこれを禁止し、1664年にはカベナンターの集会参加者からの略奪を許可する法令が制定される。大司教シャープは拷問、処刑を行った。キャメロン派、改革長老教会の創始者リチャード・キャメロンは1680年に殉教した。この時代はスコットランド史の中で殺戮時代と呼ばれる。
1681年、カトリック国王を定めた審査法が成立し、カヴェナンターは拷問を受け、殺戮されていった。1688年、カトリックのジェームズ7世に殺された牧師がカメロン派最後の殉教者となった。1662年に追放された牧師は、洞窟などに潜み、潜伏して礼拝を導いていたが、迫害の中で殺され、60名にまで減っていた。彼らは名誉革命後に制度的教会に復帰した。トマス・ブラウンは「彼らこそ真のスコットランド長老教会の会員」だったと述べている。ブラウンの時代、1843年に国教会から自由教会（フリー・チャーチ）が分離した。

### イングランドの長老教会
トマス・クランマー（1489年 - 1556年）が作成した『聖公会祈祷書』（1549年）と、クランマーがジョン・ノックスらの助言を受けエドワード6世（1537年 - 1553年）が署名した42箇条はカルヴァン主義の傾向があった。病弱なエドワード6世が若くして死に、次に王位を継承しようとしたプロテスタントのジェーン・グレイが処刑され、メアリー1世（1516年 - 1558年）が女王となった。カトリック信者のメアリー1世はプロテスタントを迫害した。火刑台が置かれたスミスフィールドの地は、殉教と結びついている。メアリー1世はカトリック信仰によって、プロテスタントの男女、子どもを火あぶりで殺し、「ブラッディ・メアリー」（Bloody Mary, 血塗られたメアリー）と呼ばれた。トマス・クランマー、ヒュー・ラチマー、ニコラス・リドリーは殉教者として有名である。ラチマーは1555年の処刑の時「火あぶりは英国に火をともし、その火は神の恵みによって永遠に消されない」と言った。信仰の火は受け継がれた。

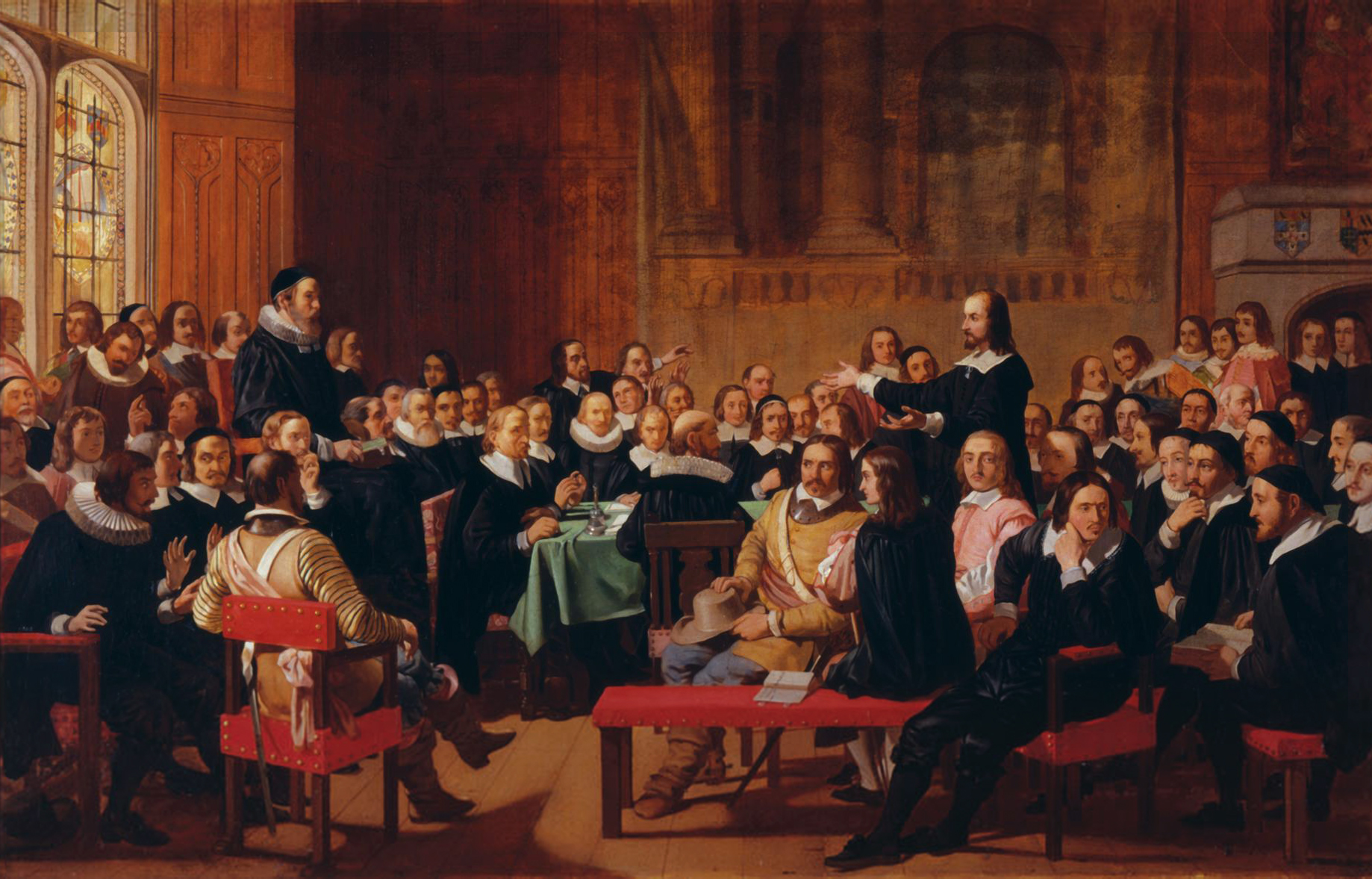
ウェストミンスター会議

トマス・カートライト（1535年 - 1603年）は聖書の究極的権威を主張し、1570年の「使徒行伝」（使徒の働き）の講義で、イングランド国教会の監督政治に反対し、長老制を唱えた。カートライトはジョン・ホイットギフトにより教授を解任され、1572年にはフェローの身分も奪われて、大学から追放される。ジュネーヴに渡り、1585年に帰国してからは長老教会建設の地下活動を行い、1590年に投獄された。カートライトとウォルター・トラヴァーは共著『戒規論』を記し、イングランドの長老派はカートライトによって生まれたといわれる。
1640年、第二次主教戦争に敗北した国王がリポン条約の資金調達のために召集した議会はピューリタンが主導権をもち、長期議会と呼ばれた。議会の依嘱によりウェストミンスター会議はウェストミンスター信仰告白を作成し、これは1648年にイングランド議会で採択された。ただし議会はイングランド内戦を経て長老派と独立派に分裂、両者は戦争指導や終結などで衝突が絶えなかった。

### ウェールズの長老教会
ウェールズ長老教会は別名カルヴァン派メソジストとも呼ばれる。ウェールズ・メソジスト・リバイバルで生まれ、1811年にイングランド国教会から分離した。1823年、カルヴァン派メソジスト、ウェールズ長老教会信仰告白 (Confession of Faith of the Calvinistic Methodists or the Presbyterians of Wales) を採択した。カルヴァン主義を採用し、ウェスレー派（アルミニウス主義傾向）のメソジストと区別される。

### アイルランドの長老教会
ジェームズ1世は、スコットランド人の長老派をアルスター大農園に入植させた。1641年、アイルランドのカトリック教徒はプロテスタントを殺害した。1642年、スコットランドが入植者保護のため送った軍隊から最初の中会が生まれた。これは北アイルランド紛争に繋がり、現在もカトリック系武装組織IRAのテロが続いている。スコティッシュ・アイリッシュ（スコットランド系アイルランド人） と呼ばれ、イングランドとカトリック双方から苦しめられた長老派は1700年頃から北米に渡っていった。

### 北米の長老教会

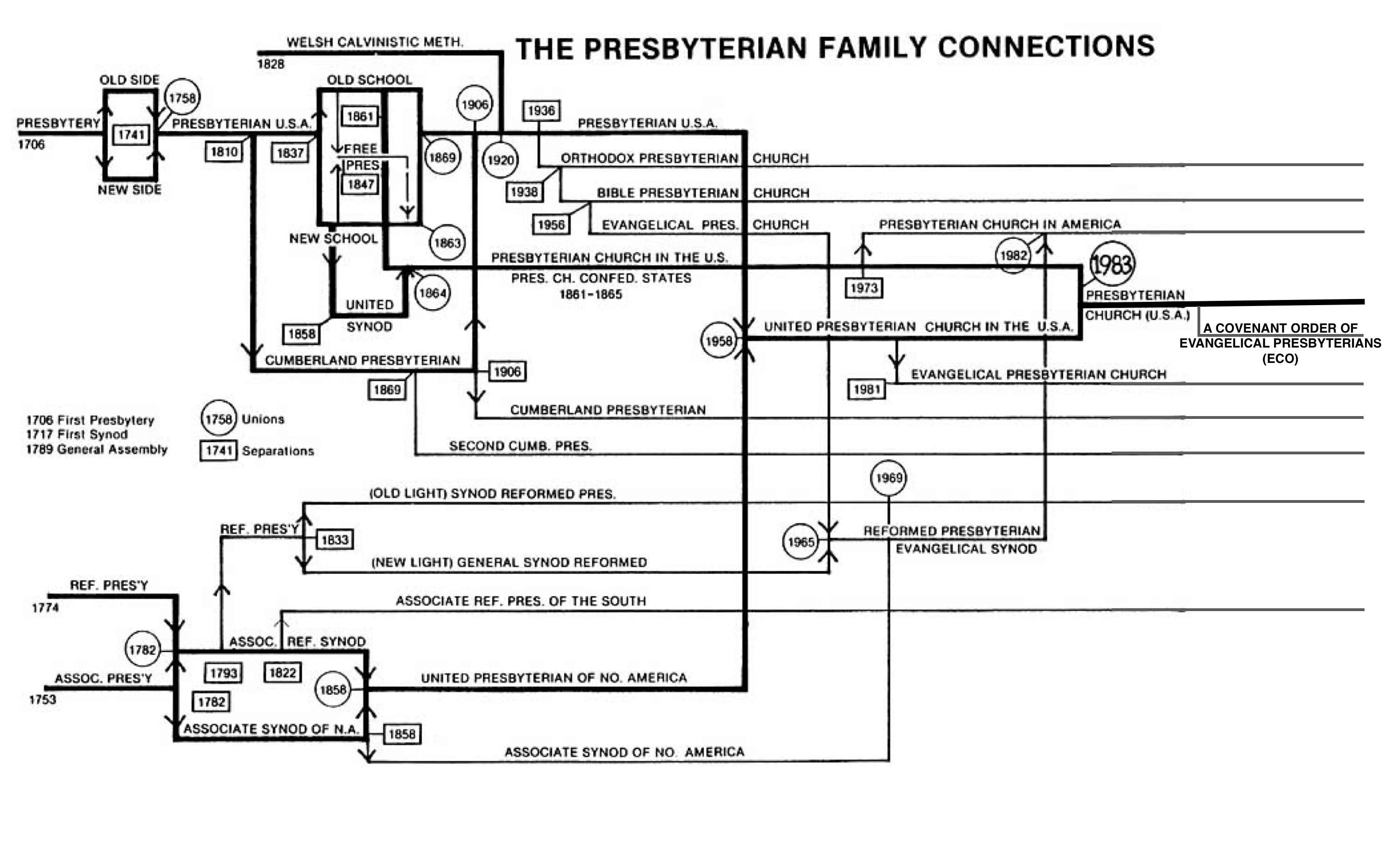
北米の長老派系統図

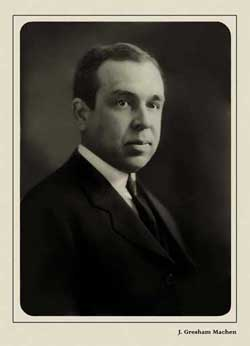
J・G・メイチェン

フランシス・マケミー（1658年 - 1708年）はアメリカ長老派の父と呼ばれた。1726年、オランダ改革派から長老教会にリバイバルが起こり、大覚醒はジョナサン・エドワーズを通して会衆派にも広がった。1729年の大会はウエストミンスター信仰告白を採決した。1786年、第二次大覚醒が起こり、長老派でキャンプ・ミーティング（天幕集会）が始まった。リバイバルの結果、1810年に成立したカンバーランド長老教会はウェストミンスター信仰告白の二重予定説を放棄した。古プリンストン神学の『組織神学』は広く福音派に影響を与えた。1910年、アメリカ合衆国長老教会 (PCUSA) は根本主義を表明したが、次第に自由主義神学を受け入れるようになった。そのため神学者ジョン・グレッサム・メイチェン（1881年 - 1937年）は彼が異教と見なしたリベラリズムと戦い、1929年にウェストミンスター神学校を設立し、さらに1930年代にPCUSAから分離して正統長老教会が形成された。。アメリカの教会はリベラルと福音主義に分かれ、さらに第二次世界大戦後はエキュメニカル派と福音派に二分された。

### インドの長老教会
1819年、アメリカ改革派教会の宣教師が伝道を始める。1830年、スコットランド教会の宣教師が入る。本国での分裂により、1843年からスコットランド自由教会。1834年、アメリカ長老教会の宣教師がインド入りし、1845年にインド長老教会の大会が開かれた。

### アルメニアの長老教会
世界最古のキリスト教国と言われるアルメニアは、アルメニア教会（アルメニア正教）の会員が多数を占めていたが、カラカラ地方には少数の長老派がいた。聖霊派の影響を受けたクリスチャンは、オスマン帝国時代末期のアルメニア人虐殺を逃れて、アメリカに渡った。

### 韓国の長老教会

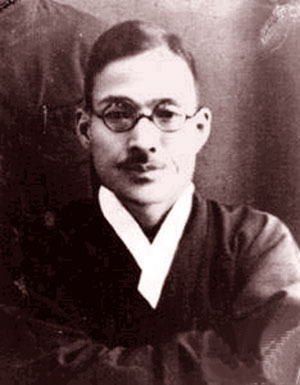
朱基徹

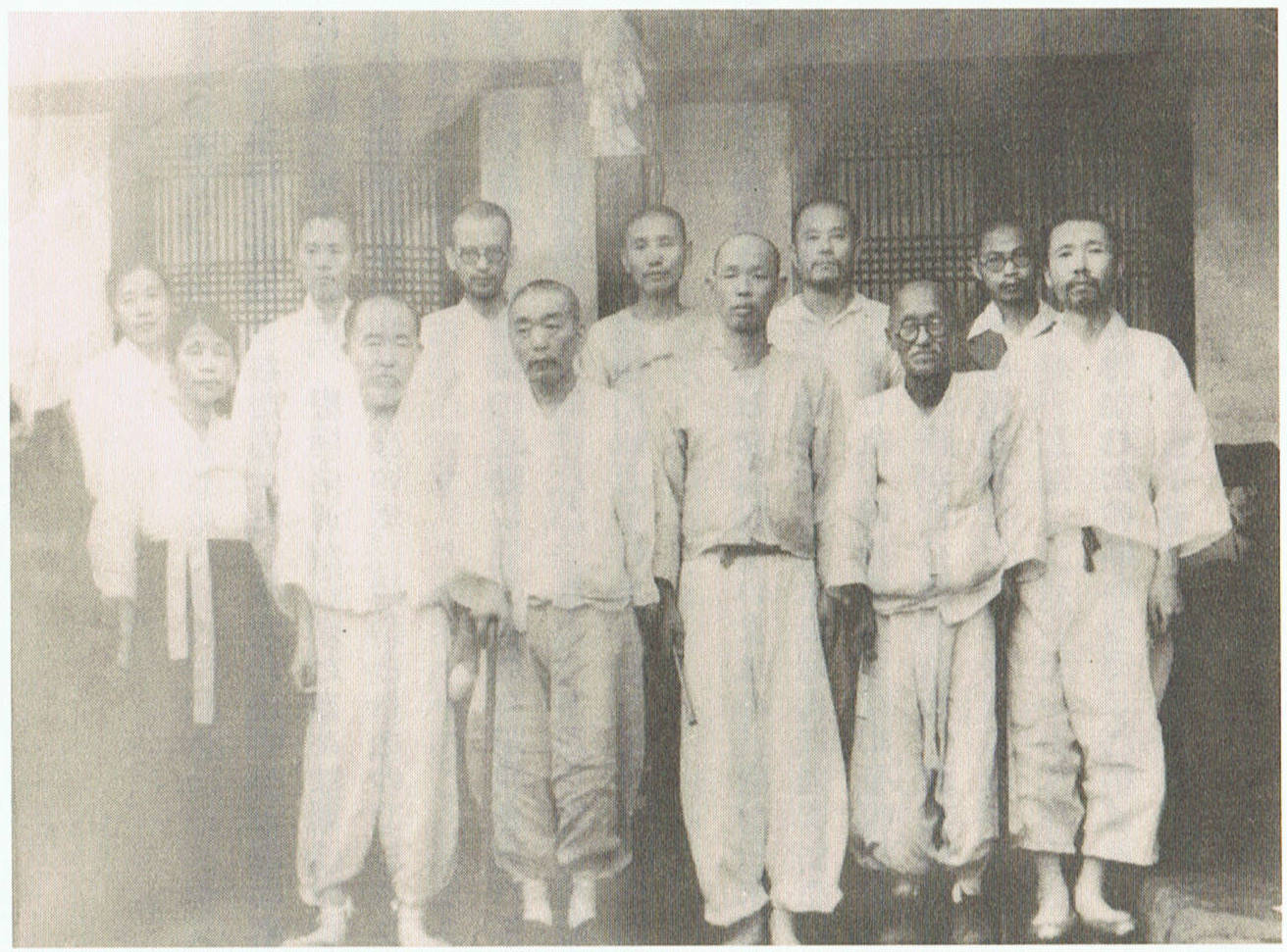
出獄聖徒

韓国のキリスト教会における二大教派は長老教（プレズビテリアン）と監理教（メソジスト）であった。早々と自由主義神学を取り入れた監理教に対し、長老教に保守的な傾向があったと言われる。初期の長老教会の宣教師たちは、保守的な聖書無謬と聖書無誤を信じていた。自由主義神学の挑戦に対して、保守的な改革派信仰を確立させたのは1926年にプリンストン神学校でジョン・グレッサム・メイチェンに学んだ朴亨龍である。
日本の統治時代は韓国のキリスト教会にとって苦難の時だった。韓国の長老教は神社参拝を拒否したため、日本政府は日本の長老派である日本基督教会大会議長富田満を派遣して説得にあたらせた。日本の迫害は苛烈を極め、長老派教会は多くの殉教者を出した。朱基徹は殉教者の中で特に知られている。
神社参拝拒否事件で投獄され、日本の敗戦により処刑を免れた出獄聖徒の流れは、1946年に高麗神学校を建て高神派と呼ばれる。1953年に長老教は保守改革派神学の大韓イエス教長老会と、自由主義神学系の韓国基督教長老会に分裂した。古プリンストン神学を韓国に紹介した朴亨龍以来、韓国の教会では聖書無謬説を採る保守神学が主流であった。イエス教長老会は1959年に合同派（福音派）と統合派（エキュメニカル派）に分裂した。
韓国のあらゆるキリスト教会は毎日、午前4時30分または午前5時から早天祈祷会を行う教会として知られる。熱心な徹夜祈祷、断食祈祷がなされ、韓国中に祈祷専門の祈祷院がある。韓国の長老教会は、ペンテコステ派（聖霊派）の影響を受けたこともあって、積極的な伝道を繰り広げ国内最大級の教会に発展した。韓国において長老教会は主流的存在とも言える最大規模の教団群を形成している。韓国の長老教会の中でも、異言の祈りを積極的に勧める教会もあれば、異言を否定して知的理解を重視し、聖書研究に熱心な教会も存在する。最大教派の大韓イエス教長老会 (合同)と大韓イエス教長老会 (統合)の信徒数はそれぞれ200万人前後である。以後、韓国教会は、21世紀になると、非常に意味のある長老教団が誕生した。ジョンノックスのスコットランド長老教の伝統の歴史的継承を宣言した
韓国イエス教長老会(舊:韓国正統長老教会)が発足した。

### 台湾の長老教会
1865年に台南で始まったイングランド長老教会ミッション、1872年に淡水（台北の近く）で始まったカナダ長老教会ミッションの宣教を経て、1951には両者が台湾基督長老教会として合同し、現在台湾で最大のキリスト教宗派となっている。

### 日本の長老教会

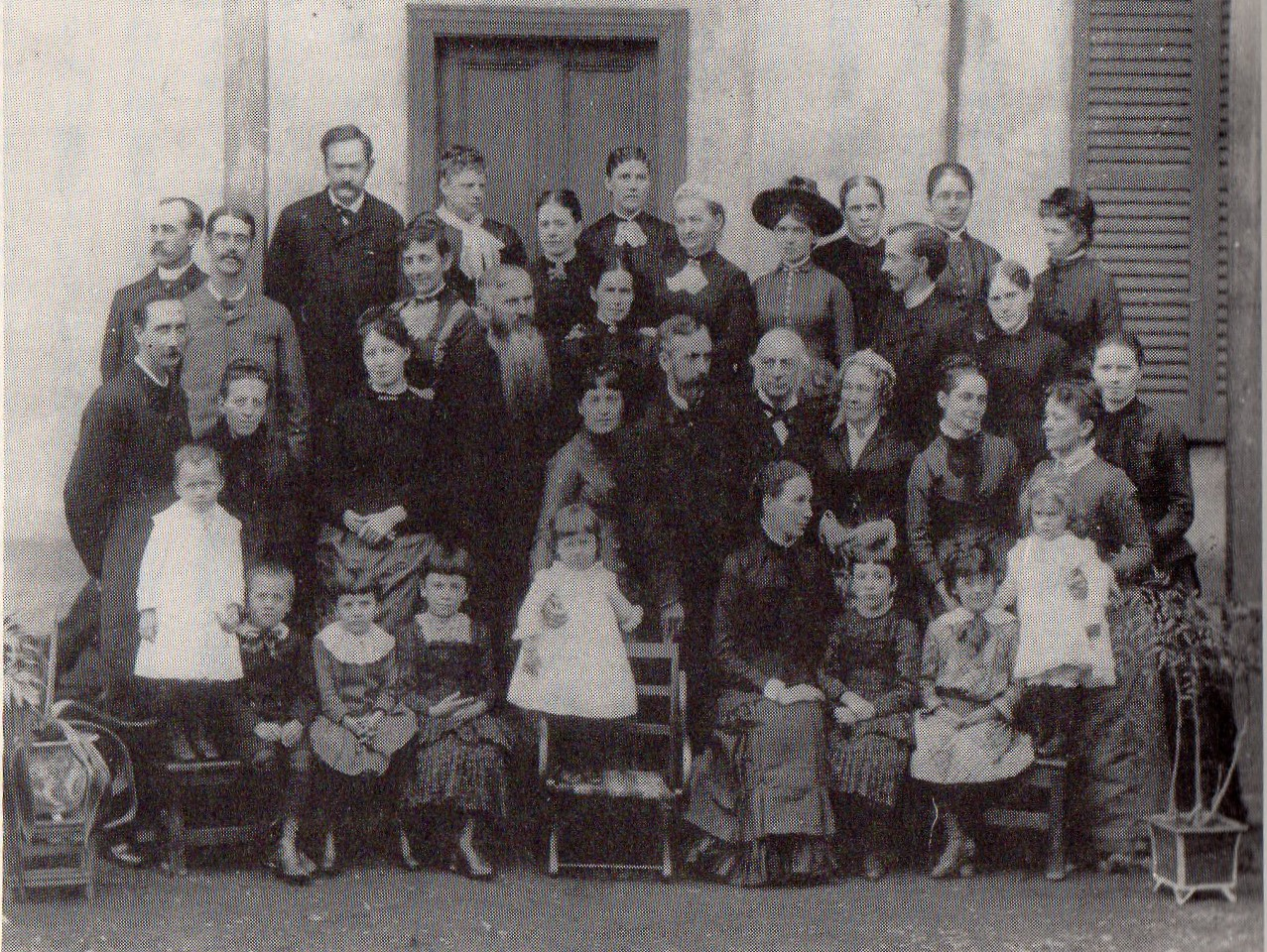
1880年代半ばの、アメリカ合衆国長老教会東京ミッションのメンバーの家族の集合写真

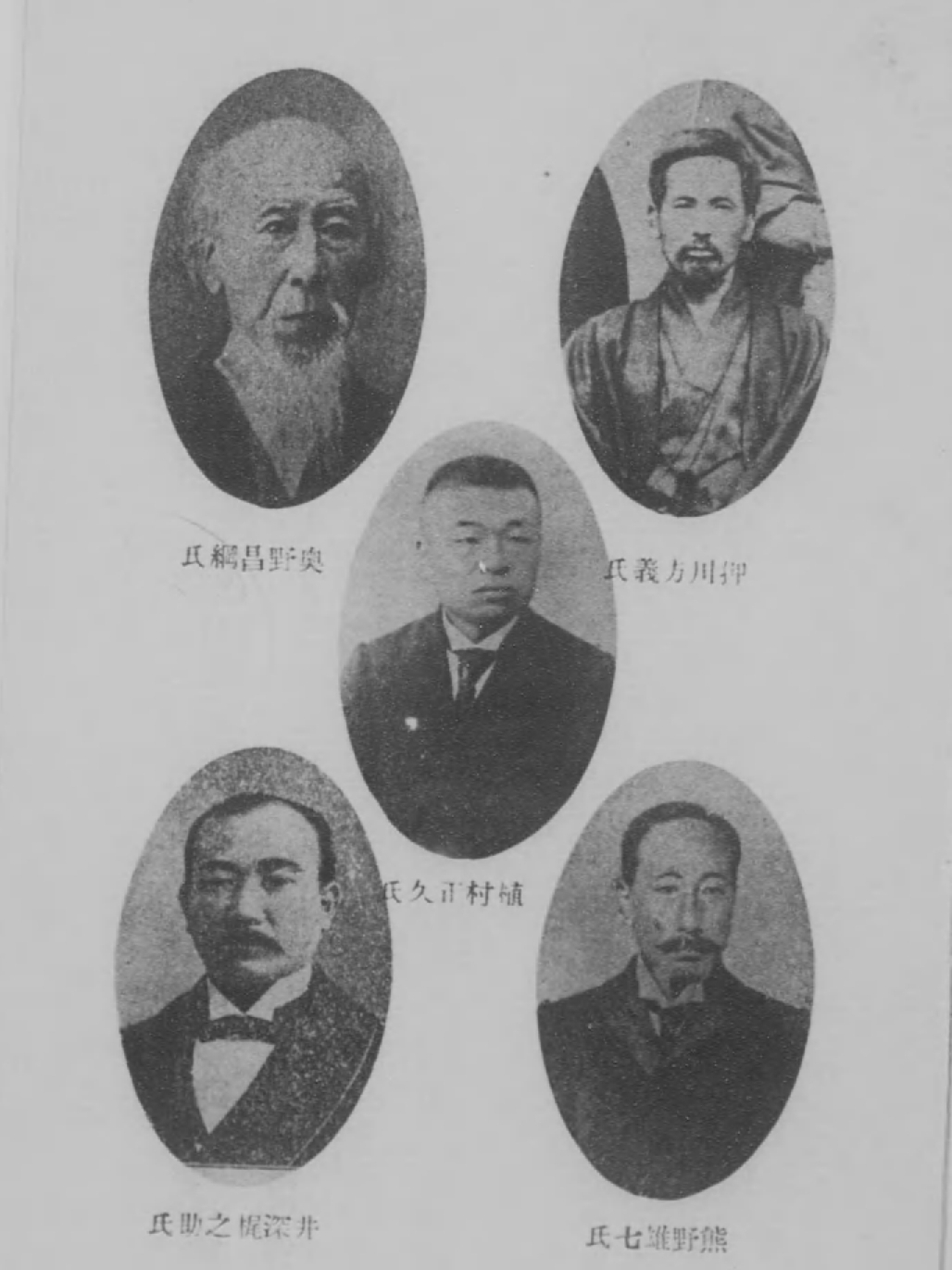
日本基督教会の指導者たち
_{上左から右下へ、奥野昌綱、押川方義、植村正久、井深梶之助、熊野雄七}

日本へは、1872年に成立した日本基督公会で長老制が採用され、日本基督一致教会を経て1890年に日本基督教会となる。だが、厳格な信仰告白ではない簡易信条主義を採るなど長老教会の伝統から乖離する側面もあるばかりか、『日本の花嫁』をめぐる対応や国民儀礼の受容など妥協的な態度が目立った。
1940年に他の教派と共に日本基督教団を結成するが、1946年4月に聖書信仰の立場に立つ一派が日本キリスト改革派教会を、準正統主義に立つ一派が1951年に日本キリスト教会（新日基、新日キ）を設立した。
現在では以下の教派が長老派の立場に立っている。
- 日本キリスト改革派教会
- 日本キリスト教会
- 日本基督教団の一部
- 日本キリスト改革長老教会（1950年創立）
- カンバーランド長老キリスト教会（1950年創立）
- 函館相生教会（1883年創立）
- 日本長老教会（1993年旧日本基督長老教会（1956年創立）と旧日本福音長老教会(1979年創立）が合同して創立）
- 聖書キリスト教会
- 在日大韓基督教会総会（1947年創立）
- 在日大韓基督教会
- イエス教日本世界宣教会
- 御国教会（1988年創立）
- バイブル・プロテスタント基督教会（1953年）
- 大韓イエス長老教会
- キリスト改革長老教会日本中会
- 正統長老教会日本ミッション